# Kiyoshi Ōkubo
Kiyoshi Ōkubo (jap. 大久保清 Ōkubo Kiyoshi; ur. 17 stycznia 1935 w Takasaki, zm. 22 stycznia 1976) – japoński seryjny morderca i gwałciciel. W 1971 brutalnie zgwałcił i zamordował osiem kobiet. Ōkubo używał pseudonimu Tanigawa Ivan.
Ōkubo urodził się w 1935 r. w Takasaki w prefekturze Gunma. Był ćwierć Rosjaninem, jego matka była pół Rosjanką i pół Japonką. W dzieciństwie Ōkubo był prześladowany przez inne dzieci. 12 lipca 1955 r. po raz pierwszy zgwałcił kobietę, 26 grudnia 1955 r. został zatrzymany w czasie próby kolejnego gwałtu. Został skazany na karę więzienia, z którego wyszedł 15 grudnia 1959 r.
16 kwietnia 1960 r. Ōkubo został ponownie aresztowany po nieudanej próbie gwałtu, jednak ofiara cofnęła później akt oskarżenia. W maju 1961 r. Ōkubo ożenił się, owocem małżeństwa była dwójka dzieci. W grudniu 1966 r. i lutym 1967 r. Ōkubo dokonał dwóch kolejnych gwałtów, za które ponownie trafił do więzienia. Na wolność wyszedł 3 marca 1971 r.
Między 31 marca a 10 maja 1971 r. Ōkubo zgwałcił i zamordował osiem kobiet. 13 maja zaginęła 21-letnia kobieta. Odnaleziona przez brata, stwierdziła, że napadł ją Ōkubo. Nazajutrz został aresztowany.
22 stycznia 1973 r. sąd okręgowy w Maebashi skazał Kiyoshi Ōkubo na karę śmierci przez powieszenie. Skazany nie odwoływał się od wyroku. Wyrok wykonano 22 stycznia 1976 r.

## Ofiary Ōkubo
- Miyako Tsuda (lat 17)
- Mieko Oikawa (17)
- Chieko Ida (19)
- Seiko Kawabata (17)
- Akemi Satō (16)
- Kazuyo Kawaho (18)
- Reiko Takemura (21)
- Naoko Takanohashi (21)